# Douwe Aukesklasse

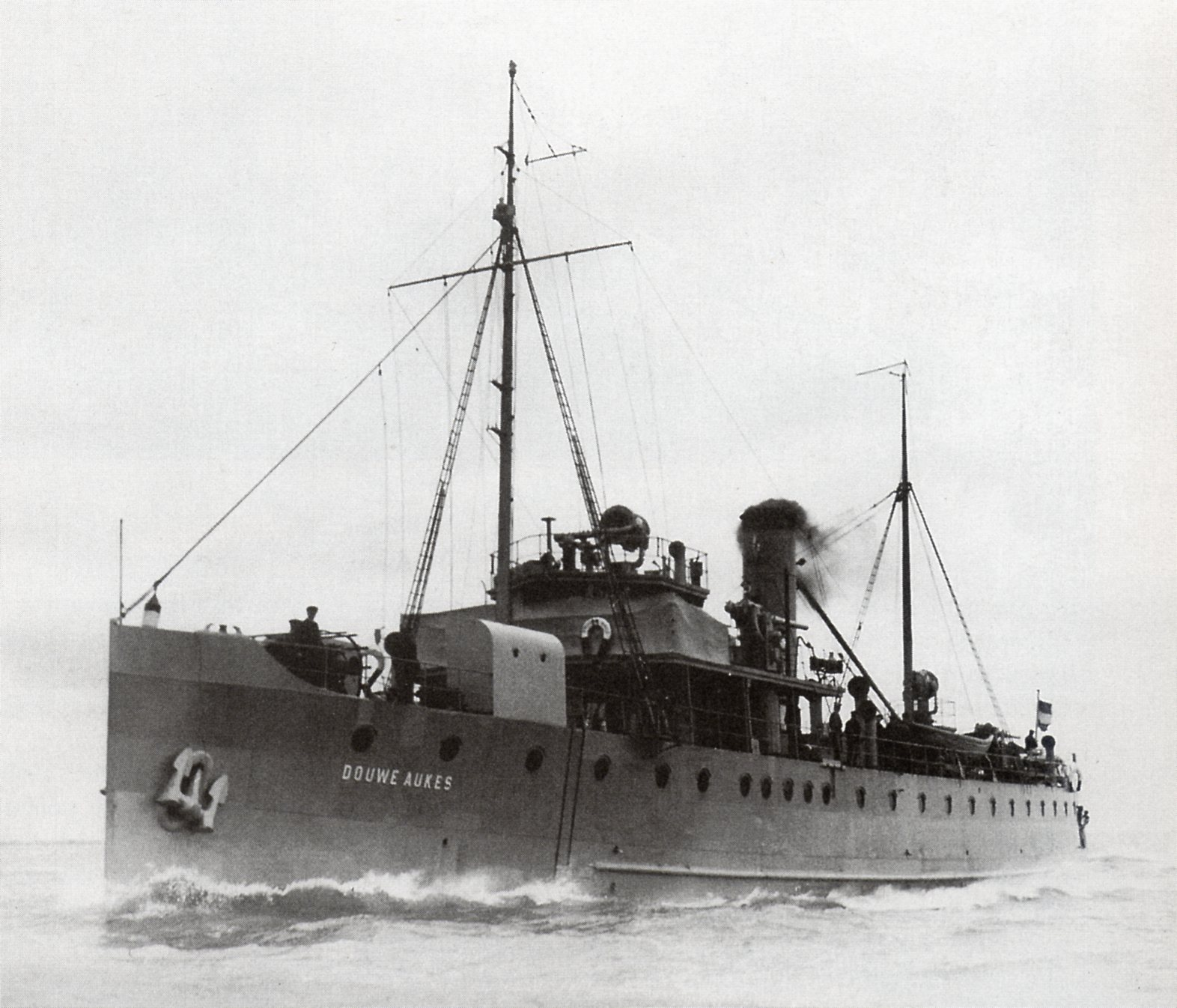
Hr. Ms. Douwe Aukes

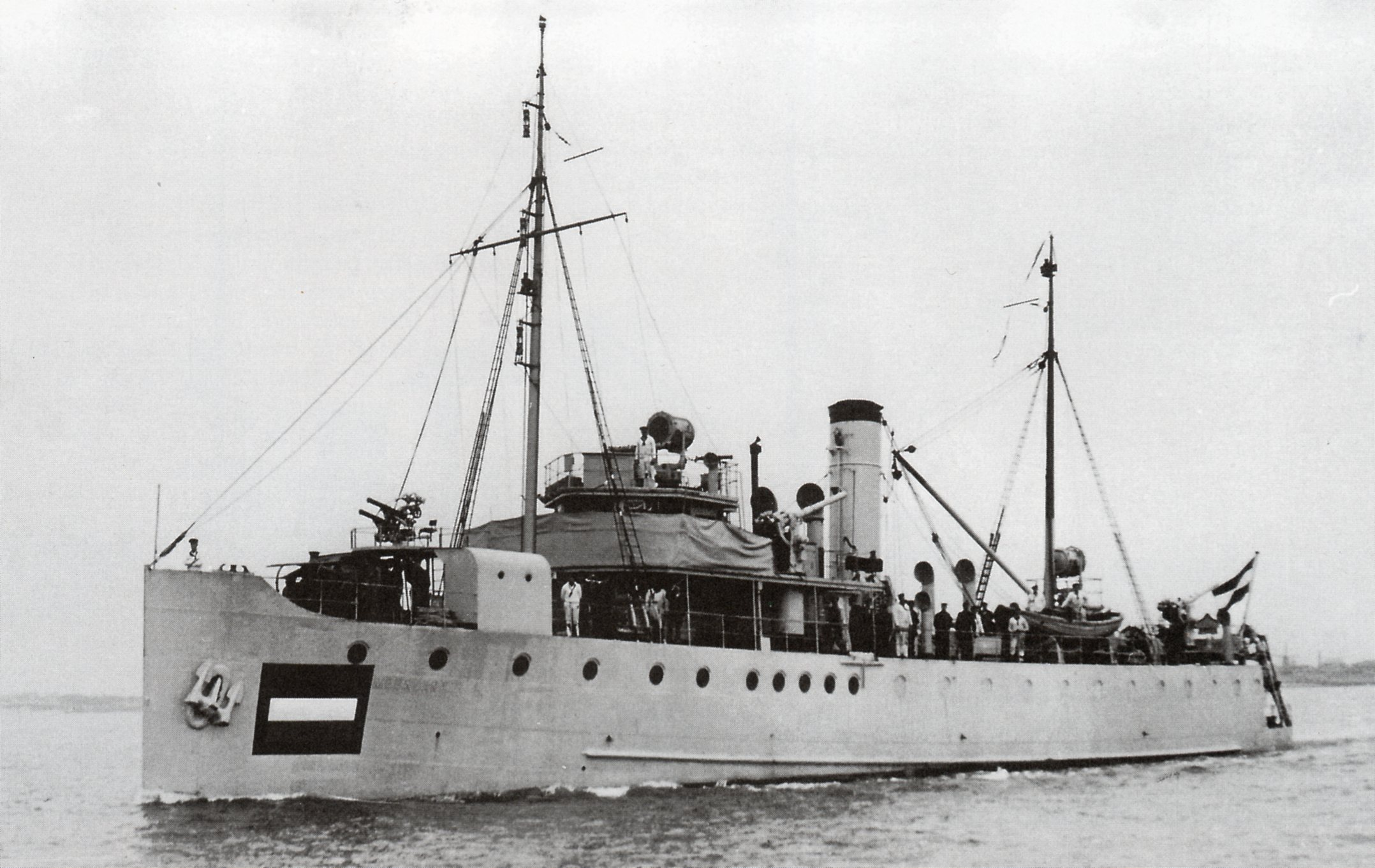
Hr. Ms. Van Meerlant tijdens de mobilisatie

De Douwe Aukesklasse was een Nederlandse klasse van mijnenleggers die twee schepen omvatte. Beide schepen zijn gebouwd door de Schiedamse scheepswerf Gusto en waren bedoeld om dienst te doen in de Nederlandse wateren. De bouw van de schepen begon in 1919 en was in 1922 afgerond. Beide schepen waren nog in dienst tijdens de Duitse aanval op Nederland in 1940. Beide schepen wisten uit te wijken naar het Verenigd Koninkrijk, de Douwe Aukes op 14 mei en de Van Meerlant op 18 mei 1940. De Van Meerlant ging in 1942 in Britse dienst verloren door een mijnexplosie.

## Schepen
- Hr. Ms. Douwe Aukes (1922-1966)
- Hr. Ms. Van Meerlant (1922-1942)

## Technische kenmerken
De schepen van de Douwe Aukesklasse hadden de volgende afmetingen: 55,0 x 8,7 x 3,2 meter. De schepen met een waterverplaatsing van 687 ton werden aangedreven door twee Yarrow stoomketels. Als brandstof voor de stoomketels kon 115 ton steenkool worden meegenomen. De stoomketels zorgde ervoor dat de schepen een maximale snelheid hadden van 13 knopen. Om de schepen in bedrijf te houden was een bemanning nodig van 60 koppen.

## Bewapening
De standaardbewapening van de schepen van de Douwe Aukesklasse waren drie 7,5 cm kanonnen, twee 12,7 mm mitrailleurs en één 6,4 mm mitrailleur. Wat vergelijkbaar was met de bewapening van de mijnenlegger Medusa van de Hydraklasse. Daarnaast konden de schepen van de Douwe Aukesklasse 87 zeemijnen meenemen.